# ウヴェリ川
ウヴェリ川またはウヴェル川（ロシア語: Уверь、英語: Uver）は、ノヴゴロド州のモシェンスコイ地区とボロヴィッチスキー地区にある川である。ムスタ川の右支川であり、長さは90km、流域面積は3,930平方km（1,520平方ml）である。主な支流はシーシャ川（左支川）である。
ウヴェリ川の水源は、ボロヴィチの町の北東にあるコロボザ湖にある。南に流れ、ベレゾフスキー・リャドクとオペチェンスキー・ポサドの間でムスタ川に合流する。
ウヴェリ川の流域は、モシェンスコイ地区の西部、トヴェル州のウドメルスキー地区の北部、ノヴゴロド州のクヴォイニンスキー地区の南部、ボロヴィッチスキー地区の南東部で構成されている。